# Федорков, Василий Петрович
Василий Петрович Федорков (1912—1964) — начальник участка шахты № 18 комбината «Тулауголь», Герой Социалистического Труда.

## Биография
Родился в 1912 году в Климовичском уезде Могилёвской губернии.
Трудовой путь начал в 1927 году на шахтах Тульской области, работал откатчиком, забойщиком, горным мастером, начальником участка.
С 1931 года работал на шахте № 18 комбината «Тулауголь» со дня её основания, в годы первых пятилеток являлся стахановцем горнорудного производства.
Делегат 1-го Всесоюзного слёта стахановцев в Москве 1935 года.
В годы Великой Отечественной войны В. П. Федорков возглавил один из участков шахты № 18, который систематически перевыполнял планы добычи угля в 1946—1948 годах на 108,5 %, а план производительности труда на 109 %. Руководил им на протяжении 18 лет.
Впервые в Подмосковном бассейне он организовал у себя на участке выемку угля одновременно из двух лав, что значительно повысило производительность труда шахтёров.
Указом Президиума Верховного Совета СССР от 28 августа 1948 года за выдающиеся успехи в деле восстановления и строительства угольных шахт и внедрения передовых методов работы, обеспечивших значительный рост производительности труда, Федорков Василий Петрович удостоен звания Героя Социалистического Труда с вручением ордена Ленина и золотой медали «Серп и Молот».
С начала 1949 года В. П. Федорков работал главным инженером шахты, и в первом же квартале шахта выполнила план по добыче угля на 149,2 %, а план по производительности труда — на 108,2 %.
Скончался 30 октября 1964 года.

## Награды
Награждён 2 орденами Ленина (28.08.1948, 28.08.1954), 2 орденами Трудового Красного Знамени (4.07.1942, 4.09.1948), медалями.